# Szudán hívójelkörzetei
Szudán hívójelkörzetei követik az régiók határait, egy hívójelkörzetbe egy vagy több régió tartozik.
Szudán számára az ITU az 6[T..U], S[S..T] hívójelprefixet osztotta ki.

## Szudán hívójelkörzetei[1][2][3]
| Prefix  | Körzet                                                  | Hely/jelleg                       | ITU zóna | CQ zóna |
| ------- | ------------------------------------------------------- | --------------------------------- | -------- | ------- |
| 6[T..U] | [0..9]                                                  | Szudán                            | 48       | 34      |
| SS      | [0..9]                                                  | Szudán                            | 48       | 34      |
| ST      | 0                                                       | Szudán                            | 48       | 34      |
| ST      | 0                                                       | Szudán                            | 48       | 34      |
| ST      | Dél-Szudán (kivezetve, jelenleg nem tartozik Szudánhoz) |                                   | 48       | 34      |
| ST      | 2                                                       | Kartúm állam                      | 48       | 34      |
| ST      | 3                                                       | Al Jazirah                        | 48       | 34      |
| ST      | 3                                                       | Sennar                            | 48       | 34      |
| ST      | 4                                                       | Dél-Kordofán                      | 48       | 34      |
| ST      | 4                                                       | Észak-Kordofán                    | 48       | 34      |
| ST      | 5                                                       | Kasszala                          | 48       | 34      |
| ST      | 5                                                       | Al Qadarif                        | 48       | 34      |
| ST      | 6                                                       | Vörös-tenger (Al Bahr al Ahmar)   | 48       | 34      |
| ST      | 6                                                       | Nílus-folyó (állam) (Nahr an Nil) | 48       | 34      |
|         | 7                                                       | Észak (Ash Shamaliyah)            | 48       | 34      |
|         | 8                                                       | Dárfúr                            | 48       | 34      |
|         | 9                                                       | Kék-Nílus (An Nil al Azraq)       | 48       | 34      |

## Lajstromjel
Vízi és légi járművek lajstromjelezéséhez az ST prefixet használják.